# Марк Альбіній
Марк Альбі́ній (лат. Marcus Albinius; V—IV століття до н. е.) — політик і військовий діяч Римської республіки, військовий трибун з консульською владою (консулярний трибун) 379 року до н. е. 

## Біографічні відомості
Походив з плебейського роду Альбініїв. Про молоді роки його, батьків відомостей немає.
379 року до н. е. його було обрано військовим трибуном з консульською владою разом з Луцієм Юлієм Юлом, Гаєм Секстілієм, Публієм Манлієм Капітоліном, Луцієм Антістієм, Гаєм Манлієм Вульсоном, Публієм Требонієм і Гаєм Еренуцієм. Він був одним з п'яти трибунів плебейського походження, тоді як троє інших походили з патриціанських родів. Під час цієї каденції патриції (можливо родичі) Гней Манлій Вульсон і Публій Манлій без жеребу були призначені вести почесні військові дії проти вольсків, хоча кампанія не призвела до перемоги. Інші трибуни того року були від цього усунуті й забезпечили згідно з Титом Лівієм «домашній спокій».
Про подальшу долю Марка Альбінія відомостей не збереглося.